# Beed (stad)
Beed is een stad in de Indiase deelstaat Maharashtra. Het is de administratieve zetel van het district Beed. Het heeft een bevolking van rond de 146.000 inwoners (volkstelling 2011). De officiële naam is Beed, maar je komt ook wel de namen Bhir, Bir, Bīr, Bid of Bīd tegen. Vanwege de verschillende schrijfwijzen is in de jaren negentig van de 20ste eeuw wel voorgesteld om de oude naam van de stad, Champavatinagar, in ere te herstellen.

## Geschiedenis
De vroege geschiedenis van de stad is onduidelijk. Op grond van archeologische vondsten speculeren historici, dat de stad tussen 1173 en 1317 door een Yadava-heerser uit Devagiri, gevestigd werd. Tot 1956 maakte het deel uit van de vorstenstaat Hyderabad. De stad viel na een herindeling onder de staat Bombay, die in 1960 gedeeld werd. Sindsdien valt de stad onder Maharashtra. 

## Locatie
Beed ligt op het Hoogland van Dekan aan de rivier Bensura, die de stad doorsnijdt. Het land zuidelijk en oostelijk van Beed is door de uitlopers van de berg Balaghat licht heuvelachtig.

## Bezienswaardigheden
De Khandoba-tempel in het oosten van Beed geldt als het symbool van de stad. De tempel, in Hemadpanthi-stijl, ligt op een heuvel. Het oudste gebouw van de stad is waarschijnlijk de Kankaleshwar-tempel, mogelijk stamt de tempel uit de regeringstijd van Singhana II (1210-1247). De tempel ligt in het midden van een kunstmatig meer. De Jama-Masjid-moskee behoort tot de grootste moskeeën in de stad en stamt uit de 17e eeuw.